# Egelsee (Traubing)
Der Egelsee ist ein natürlicher Kleinsee vermutlich eiszeitlichen Ursprungs bei Traubing in Oberbayern. An der Südseite befindet sich ein namenloser Graben als Hauptzufluss. Der Abfluss erfolgt über den Katzengraben zum Wielinger Bach auf der Nordseite.
Der Egelsee ist zumindest teilweise eingezäunt und es gibt keinen einfachen Zugang zum Ufer.